# Richard Neutra
Richard Neutra (Beč, 8. travnja 1892. – Wuppertal, 16. travnja 1970.), američki arhitekt austrijskog porijekla.
Prešavši 1923. u SAD, prvi je arhitekt koji prenosi u američku sredinu europske ideje i postupke u graditeljstvu. Projektirao je brojne stambene, poslovne, školske i tvorničke građevine i kulturne ustanove od Los Angelesa do New York-a (kuće "Lovell" i "Kaufman"). 
Njegove realizacije predstavljaju logično konstruirana i harmonična rješenja u vanjštini objekta i u unutrašnjoj razdiobi prostora.